# Myllyjärvi (Nedertorneå socken, Norrbotten, 733092-187305)
Myllyjärvi är en sjö i Haparanda kommun i Norrbotten och ingår i Torneälven-Keräsjokis kustområde. Sjön har en area på 0,208 kvadratkilometer och ligger 26,9 meter över havet.

## Delavrinningsområde
Myllyjärvi ingår i det delavrinningsområde (733120-187291) som SMHI kallar för Mynnar i Vuononoja. Medelhöjden är 28 meter över havet och ytan är 1,33 kvadratkilometer. Det finns inga avrinningsområden uppströms utan avrinningsområdet är högsta punkten. Vattendraget som avvattnar avrinningsområdet har biflödesordning 2, vilket innebär att vattnet flödar genom totalt 2 vattendrag innan det når havet efter 5 kilometer. Avrinningsområdet består mestadels av skog (78 procent) och sankmarker (12 procent). Avrinningsområdet har 0,21 kvadratkilometer vattenytor vilket ger det en sjöprocent på 2 procent.